# Marie Ann
Marie Ann è un film canadese del 1978 diretto da Martin Walters.
Si tratta di un film biografico su Marie-Anne Lagimodière, la prima donna di origine europea a stabilirsi nel Canada occidentale.